# Knife Party
I Knife Party sono un gruppo musicale australiano di musica elettronica, formato a Perth nel 2011 per iniziativa di due componenti dei Pendulum, Rob Swire e Gareth McGrillen.

## Storia del gruppo

### Primi anni (2011)
Il gruppo è nato nel 2011, ed ha fatto, nello stesso anno, la sua prima apparizione dal vivo alla discoteca Space di Ibiza, evento immortalato nell'EP Live on Radio 1 from Space, Ibiza. Il nome del duo deriva dall'omonimo brano del gruppo alternative metal statunitense Deftones contenuto in White Pony, mentre il loro stile musicale è tipico della dubstep, simile ad artisti come Skrillex e Modestep.
Il primo EP dei Knife Party, intitolato 100% No Modern Talking, è stato pubblicato per il download gratuito sul sito ufficiale del gruppo ed è uscito anche in versione acquistabile su Beatport e iTunes il 12 dicembre 2011. L'EP includeva inizialmente la traccia Back to the Z-list, ma fu poi sostituita da un'altra traccia, Destroy Them with Lazers.

### Rage ValleyeHaunted House(2012-2013)

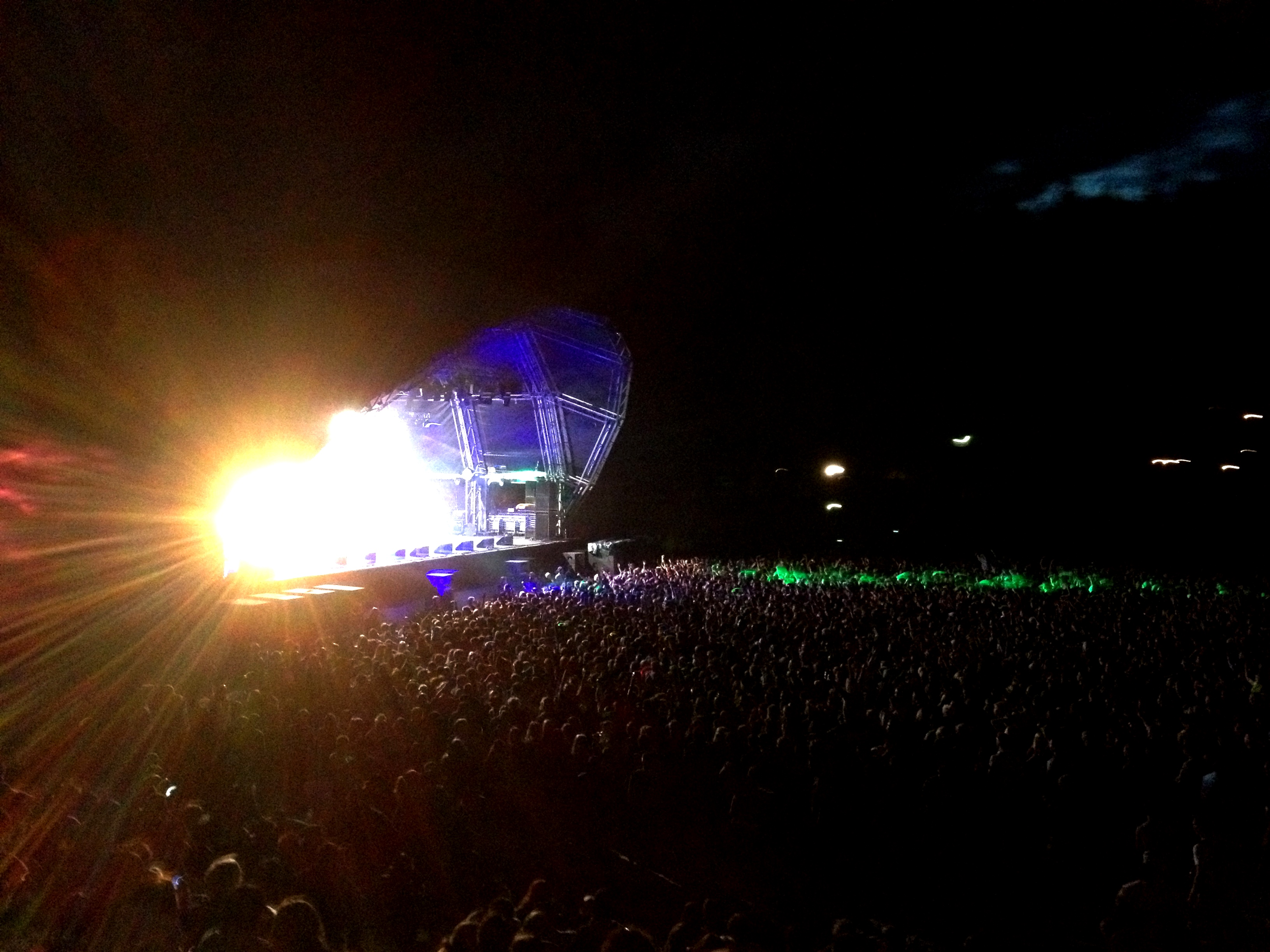
Live, Hove Festival 2012

Nel 2012 i Knife Party hanno fatto il loro debutto nella classifica dei Top 100 DJs della nota rivista DJ Magazine al 33º posto. Nello stesso anno è stato pubblicato anche il secondo EP, intitolato Rage Valley e pubblicato digitalmente il 27 maggio 2012. Come quanto accaduto con il precedente EP, anche Rage Valley contiene quattro brani, tra cui Centipede, per il quale è stato realizzato un videoclip, uscito l'8 agosto dello stesso anno.
Il 9 agosto 2012 i Knife Party hanno annunciato attraverso Twitter che il lavoro per il terzo EP è cominciato. Nel corso del nuovo tour promozionale, denominato Haunted House, il duo ha portato al debutto i brani inediti Power Glove e Baghdad. Il 3 febbraio 2013 partecipano a un concerto sponsorizzato da MixMag a Bedlam (Bournemouth), eseguendo per la prima volta LRAD (variante del remix di Labrinth - Last Time, il remix  di Sleaze realizzato da Kill the Noise), e un brano senza titolo. All'Ultra Music festival di Miami la prima settimana suonano una loro traccia electro house ancora sconosciuta. Il 9 aprile 2013 Rob Swire ha reso disponibile per l'ascolto EDM Death Machine, mentre il 16 dello stesso mese è stato rivelato dal gruppo che Baghdad sarebbe stato rimpiazzato da Internet Friends (VIP Mix). Il terzo EP, intitolato Haunted House, è stato pubblicato il 6 maggio 2013.

### Abandon Ship(2014-2015)
Nel mese di maggio 2014 Swire ha affermato che l'album di debutto dei Knife Party è stato quasi completato. Il 9 giugno il gruppo ha annunciato il titolo dell'album, Abandon Ship, mentre l'8 agosto è stata pubblicata un'anteprima del brano Boss Mode attraverso il profilo SoundCloud di Swire.
Il 25 agosto è stata annunciata la data di pubblicazione di Abandon Ship, inizialmente fissata al 27 ottobre e successivamente spostata al 10 novembre, mentre quattro giorni più tardi è stato pubblicato il singolo apripista dell'album, intitolato Resistance. Tra il 23 e il 29 settembre sono stati resi disponibili per il download digitale i brani Begin Again e Boss Mode; per il primo brano è stato realizzato un videoclip, diretto da Elliot Sellers e pubblicato il 1º ottobre.
L'album è stato promosso da un breve tour tenuto tra il 2014 e il 2015, tra cui un'apparizione all'Ultra Music Festival 2015 il 30 marzo 2015, evento nel quale il duo ha portato al debutto tre brani inediti: Parliament Funk, PLUR Police e Kraken (quest'ultimo in duetto con Tom Staar). Al Kingsday Festival i Knife Party hanno eseguito per la prima volta un quarto brano inedito che ha visto la partecipazione del chitarrista Tom Morello dei Rage Against the Machine, rivelando che sarebbe stato incluso nel loro quarto EP; tuttavia tale brano verrà invece inserito nel nuovo album di Morello.

### Trigger WarningeLost Souls EP(2015-presente)
Il 24 luglio 2015 i Knife Party hanno annunciato attraverso Twitter il titolo del quarto EP, Trigger Warning, la cui uscita è avvenuta il 20 novembre dello stesso anno. Nel marzo 2016 il duo ha preso nuovamente parte all'annuale Ultra Music Festival, durante il quale è apparso Tom Morello per eseguire l'inedito Battle Sirens, successivamente pubblicato come singolo il 9 settembre dello stesso anno.
Il 22 maggio 2019 il duo ha annunciato il quinto EP Lost Souls EP, pubblicato il successivo 19 luglio.

## Discografia

### Album in studio
- 2014 – Abandon Ship

### EP
- 2011 – 100% No Modern Talking
- 2012 – Rage Valley
- 2013 – Haunted House
- 2015 – Trigger Warning
- 2019 – Lost Souls EP

### Singoli
- 2012 – Antidote (con gli Swedish House Mafia)
- 2014 – Resistance
- 2016 – Battle Sirens (con Tom Morello)
- 2018 – Harpoon (con i Pegboard Nerds)

### Remix
- 2011 – Swedish House Mafia – Save the World (Knife Party Remix)
- 2011 – Porter Robinson – Unison (Knife Party Remix)
- 2011 – Nero – Crush on You (Knife Party Remix)
- 2012 – Labrinth – Last Time (Knife Party Remix)